# Isla de San Cristóbal (Panamá)
Isla de San Cristóbal es una isla en su mayoría deforestada que posee una superficie de 37 km² ubicada al sur de Isla Colón, en el Archipiélago de Bocas del Toro, al oeste de Isla de Bastimentos, al este de Isla Pastores y Cayo Roldán, y al noroeste de Panamá en las coordenadas geográficas 09°15′N 82°16′O / 9.250, -82.267. La Laguna Bocatorito, también conocida como la Bahía de los Delfines, se encuentra en el lado este de la isla.